# The Owners
Pour plus de détails, voir Fiche technique et Distribution.
The Owners est une co-production internationale réalisée par Julius Berg, adaptée du roman graphique Une nuit de pleine lune de Hermann and Yves H, sortie en 2020.

## Synopsis
Dans la campagne anglaise, quatre jeunes gens désargentés, trois hommes et une femme, Mary, profitent de la nuit pour pénétrer par effraction dans une maison qui, d'après la rumeur, contiendrait un très grand coffre-fort rempli d'argent. Mais alors que la maison aurait dû être déserte cette nuit-là, les propriétaires, le vieux Dr. Huggins et son épouse, reviennent plus tôt que prévu...

## Fiche technique
- Titre original : The Owners
- Réalisation : Julius Berg
- Scénario : Julius Berg, Mathieu Gompel, Geoff Cox
- D'après le roman graphique: Une Nuit de Plene Lune de Hermann & Yves H (Glénat)
- Photographie : David Ungaro
- Montage : Marc Boucrot
- Musique : Paul Frazer et Vincent Welch
- Production : Alain de la Mata, Christopher Granier-Deferre
- Sociétés de production : XYZ Films, Logical Pictures, Wild Bunch et Blue Light
- Sociétés de distribution : RLJE Films, Signature Entertainment
- Pays de production :  Royaume-Uni,  États-Unis,  France
- Langue originale : anglais
- Genre : thriller
- Durée : 92 minutes
- Dates de sortie :
  - États-Unis: 4 septembre 2020 (RLJE Films)[1]

## Distribution
- Maisie Williams : Mary / Jane Vorrel
- Sylvester McCoy : Dr. Richard Huggins
- Rita Tushingham : Ellen Huggins
- Jake Curran : Gaz
- Ian Kenny : Nathan
- Andrew Ellis : Terry
- Stacha Hicks : Jean

## Production
En février 2019, il est annoncé que Maisie Williams, célèbre pour son rôle dans Game of Thrones, est retenue pour le film. En mai 2019, Jake Curran, Ian Kenny, Andrew Ellis, Sylvester McCoy, Rita Tushingham et Stacha Hicks complètent le casting.
Le tournage débute en mai 2019 dans un manoir de style victorien isolé dans le Kent, près de Londres. 
Au sujet des thèmes du film, le réalisateur et co-scénariste, Julius Berg, déclare que « d'une certaine manière, c'est un peu un film anticapitaliste. Quand vous êtes pauvre, vous avez moins de chance de survivre ».

## Réception
Le film bénéficie d'une réception critique plutôt bonne. Le site américain Rotten Tomatoes agrège une approbation globale de 63% sur la base de 49 critiques.
En France, le site spécialisé Le bleu du miroir écrit: « The Owners, est le premier film de Julius Berg, qui a fait ses armes dans la pub, puis dans des séries télévisées pour TF1, France Télévisions ou Netflix. Il y a donc de quoi être impressionné par la maîtrise qu’il affiche, dans sa mise en scène comme dans sa direction d’acteur ».